# Snedmyran
Snedmyran este o arie protejată (arie specială de conservare — SAC, sit de importanță comunitară — SCI) din Suedia întinsă pe o suprafață de 266,1 ha, integral pe uscat.

## Localizare
Centrul sitului Snedmyran este situat la coordonatele 63°12′46″N 16°27′00″E / 63.2127°N 16.45°E.

## Înființare
Situl Snedmyran a fost declarat sit de importanță comunitară în iulie 2000 pentru a proteja 4 specii de plante. Situl a fost protejat și ca arie specială de conservare în martie 2011.

## Biodiversitate
Situată în ecoregiunea boreală, aria protejată conține 4 habitate naturale: Mlaștini turboase de tranziție și turbării mișcătoare, Mlaștini alcaline, Taiga vestică, Mlaștini împădurite.
La baza desemnării sitului se află mai multe specii protejate de  plante (4): Calypso bulbosa, papucul doamnei (Cypripedium calceolus), Hamatocaulis vernicosus, ochii-șoricelului (Saxifraga hirculus).